# 安田格
安田 格（やすだ いたる、1947年 - ）は、日本の実業家、埼玉縣信用金庫元理事長、元会長

## 人物・経歴
1947年、埼玉県生まれ。1970年3月、立教大学法学部卒業。同年4月、埼玉縣信用金庫入庫。
経営企画部長などを経て2000年理事。2008年専務理事。2011年10月、理事長に就任。2015年6月、理事長兼会長に就任。
2020年、旭日小綬章受賞。